# Józef Światło

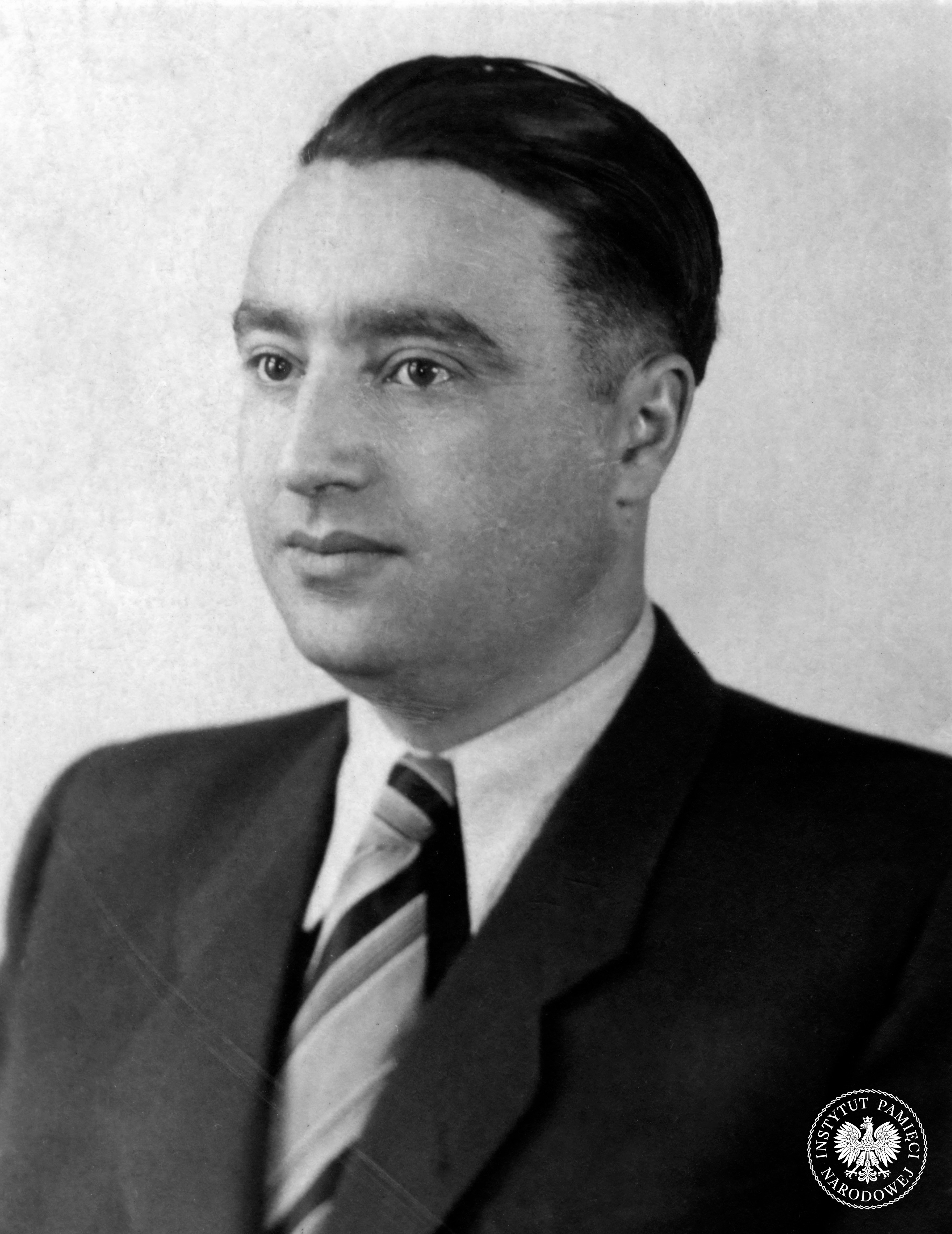
Józef Światło

Józef Światło (* 1. Januar 1915 in Medyn bei Sbarasch, Österreich-Ungarn als Isaak Fleischfarb; † 2. September 1994 in den USA) war ein polnischer Geheimdienstoffizier des Ministeriums für Öffentliche Sicherheit (MBP), zuletzt im Rang eines Obersts, und Überläufer.

## Zeit von 1933 bis 1945
1933 trat er in die Kommunistische Partei Polens (KPP) ein. Aufgrund seiner politischen Tätigkeiten gegen die Militärregierung von Ignacy Mościcki und Marschall Józef Piłsudski wurde er in den 1930er-Jahren mehrfach verhaftet. 1938 wurde er zum Militärdienst eingezogen und geriet kurz nach dem Überfall auf Polen durch die deutsche Wehrmacht in Kriegsgefangenschaft. Aus dieser konnte er kurze Zeit später entkommen und flüchtete in das sowjetisch besetzte Ostpolen. Hier wurde er später auch Angehöriger der Polnischen Streitkräfte in der Sowjetunion unter General Władysław Anders und Politoffizier in der Tadeusz-Kościuszko-Division.

## Nach 1945
Bereits 1945, noch während des Krieges, wurde er vom US-amerikanischen militärischen Nachrichtendienst Office of Strategic Services (OSS) für eine Agententätigkeit angeworben. Folgerichtig wechselte er nach Kriegsende in den Geheimdienst des Polnischen Komitees der Nationalen Befreiung.
1949 wurde er Leiter der „Abteilung X“ (Parteiaufklärung) des polnischen Geheimdienstes.

## Agententätigkeit für den britischen MI6 und den Vorläufer der US-amerikanischen CIA
Światło wurde 1948 durch den britischen MI6 angeworben und später operationell an den Vorläufer der US-amerikanischen CIA (OSS, geleitet durch Allen Dulles) übergeben. Światło hat aktiv an der Operation Splinter Factor teilgenommen. Im Rahmen dieser Operation wurde Noel Field in Augen der kommunistischen Dienste kompromittiert und ein erhebliches Durcheinander in Ungarn, in der Tschechoslowakei und in Polen (Rajk-Prozess in Ungarn, Slánský-Prozess in der Tschechoslowakei, Gomułka-Prozess in Polen) verursacht. Józef Światło meldete seinen westlichen Auftraggebern das Auftauchen von Field in Polen und streute irreführende Informationen über angebliche agenturale Tätigkeit von Field für den Westen. Nach dem Tod von Stalin wurde die Operation Splinter Factor beendet, und Światło entschied sich zur Flucht in den Westen.

## Überlauf in Berlin
Im November 1953 befahlen ihm der polnische Ministerpräsident Bolesław Bierut (zugleich PZPR-Generalsekretär) und der zuständige Minister für den Nachrichtendienst Jakub Berman (Mitglied des PZPR-Politbüros). zusammen mit dem Abteilungsleiter Anatol Fejgin nach Ost-Berlin zu fahren, um dort mit dem späteren Stasi-Chef Erich Mielke über Hilfe bei der Beseitigung von Wanda Brońska zu sprechen. Am Tag nach dem Gespräch mit Mielke, dem 5. Dezember 1953, setzte sich Światło nach West-Berlin ab und ging zur US-amerikanischen Militärbasis. Einen Tag später brachten ihn US-Soldaten zur Rhein-Main Air Base nahe Frankfurt am Main. Am 23. Dezember flog ihn eine Sondermaschine nach Washington, D.C. zur weiteren Befragung durch die CIA.

## Tätigkeit in den Vereinigten Staaten
Es folgten Aussagen vor dem US-Senatskomitee. Am 28. September 1954 startete er für den polnischen Sektor von Radio Free Europe die Sendereihe „Hinter den Kulissen von Staatssicherheit und Partei“, welche er selbst moderierte. Diese Sendereihe erfuhr in Polen erhebliche Beachtung. Mit dieser Sendereihe und dem Bekanntwerden seiner Flucht verschärft er die angespannte innenpolitische Situation in Polen weiter, was Ende 1954 zur Auflösung des Geheimdienstes MBP und drastischen Reduzierung der Sicherheitskräfte führte. Diese und die nachfolgenden Ereignisse wurden auch als „Polnischer Oktober“ beziehungsweise „Tauwetter Gomułka“ bekannt.
Józef Światło lebte nach seiner Flucht aus Polen in den Vereinigten Staaten.